# Anne Meinstrup
Anne Meinstrup (nach ihrer ersten Eheschließung auch Anne Holgers; * ca. 1475; † 20. Januar 1535 in Ringsted auf Seeland) war eine dänische Adlige und Gutsbesitzerin. Die Oberhofmeisterin dreier dänischer Königinnen wurde während der Grafenfehde ermordet.

## Leben

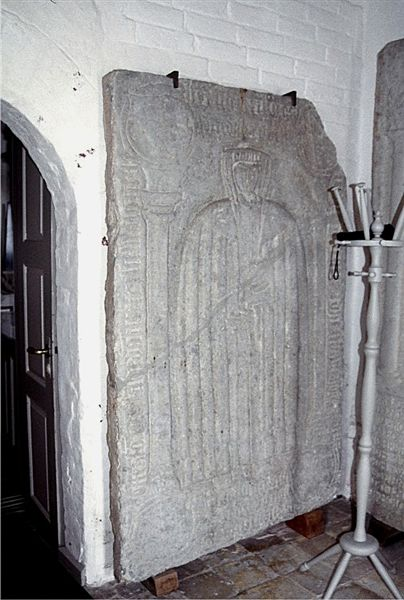
Grabplatte mit Vollbild der Anne Meinstrup in Hornslet Kirke

Anne Meinstrup war die Tochter von Henrik Meinstrup († 1496) und dessen zweiten Ehefrau Margrethe Christiansdatter Daa († 1497). Ihr Vater war Richter in Ringsted. Sie hatte mehrere Halbgeschwister aus der ersten Ehe ihres Vaters mit Berete Thott. Für eine Frau ihrer Zeit erhielt sie eine außergewöhnlich gute Ausbildung, die auch Verwaltung und Rechtskunde beinhaltete. 
1491 wurde sie die zweite Ehefrau des Reichsrats Holger Eriksen Rosenkrantz (1455–1496), des Besitzers von Gut Boller bei Horsens, mit dem sie vier Kinder hatte. Nach dem Tod ihres ersten Ehemannes 1496 heiratete sie Jørgen Ahlefeldt auf Søgård, der 1500 in der Schlacht bei Hemmingstedt fiel. Aus der zweiten Ehe sind keine Kinder bekannt. Mit Mitte 20 verwaist und verwitwet verwaltete sie den von ihren Eltern und ihren Ehemännern geerbten Landbesitz allein. Der Briefwechsel, den sie um das Erbe ihrer Ehemänner führte, ist erhalten.
1503 wurde sie Hofmeisterin bei König Johanns Gemahlin Christina von Sachsen. 1507 lieh sie dem König Geld und bekam dafür Højstrup auf Stevns als Lehen. 1516 wurde sie Oberhofmeisterin bei Isabella von Österreich, der Ehefrau von Christian II. Sie verließ den königlichen Hof aber bereits 1517, da König Christian sie wegen ihrer Kritik an seinem Verhältnis zu seiner Geliebten Dyveke Sigbritsdatter und deren einflussreicher Mutter des Landes verwies und ihren Besitz konfiszierte. Bis zu Christians Sturz 1523 hielt sie sich im Herzogtum Holstein und in Lübeck auf. Nach ihrer Rückkehr übernahm sie ihr vorheriges Amt bei Sophia, der zweiten Ehefrau des neuen Königs Friedrich I., und erhielt auch ihre Güter zurück.
Nach König Friedrichs Tod unterstützte sie die ostdänische Adelspartei, die Friedrichs Sohn erster Ehe, Herzog Christian, als König ablehnte. Nach Ausbruch der Grafenfehde 1534 verbündete sie sich mit Christoph von Oldenburg, der ihr den Besitz von Højstrup bestätigte und ihr noch weitere Gebiete zusicherte, darunter Sæbygaard, einen Hof des Bischofs von Børglum. Ihr Sohn Holger Holgersen Rosenkrantz schloss sich dagegen der Seite von Herzog Christian an. Am 16. Oktober desselben Jahres fiel er als Anführer eines Adelsheeres in der Schlacht von Svenstrup in Nordjütland gegen Skipper Clements fünfmal größere Bauernarmee. Anne zog sich mit zwei Enkelkindern aus der Ehe ihrer Tochter Else mit dem bereits verstorbenen königlichen Sekretär Albert Glob nach Vallø zurück, ständig in Angst vor plündernden Bauern, die bereits ihr Gut Valsøgaard bei Ringsted niedergebrannt hatten. Ende 1534 erhoben sich die Adligen auf Schonen, zu denen auch Axel Brahe (1480–1550), der Ehemann von Anne Meinstrups jüngerer Tochter Sophie Holgersdatter Rosenkrantz, gehörte, gegen Christoph von Oldenburg. Im Januar 1535 begab Anne Meinstrup sich als einzige Adlige zu einer Versammlung in Ringsted, zu der Graf Christoph aufgerufen hatte. Auf dieser Versammlung hielt sie eine zornige Rede gegen den plündernden Pöbel, worauf sie von zwei Kopenhagenern erschlagen wurde. Der Mord an der angesehenen Frau erzürnte die Zeitgenossen. Ihre Mörder wurden 1536 nach der Kapitulation von Kopenhagen von der Amnestie ausgenommen und hingerichtet.
Anne Meinstrup wurde zunächst in der St.-Bendts-Kirche des Benediktinerklosters in Ringsted beigesetzt. Nachdem Jørgen Rosenkrantz, der Enkel ihres ersten Ehemanns aus dessen erster Ehe, 1559 Schloss Rosenholm gekauft hatte, ließ er seine Vorfahren, darunter auch Anne Meinstrup, in seine Patronatskirche in Hornslet, der neuen Grablege der Familie Rosenkrantz, umbetten. Ihr Grabstein ist noch erhalten. Jørgens Sohn war der als „lærde Holger“ in der 1. Hälfte des 17. Jahrhunderts bekannte Reichsrat, Theologe und Pädagoge Holger Rosenkrantz.

## Nachkommen
Aus der ersten Ehe mit Holger Eriksen Rosenkrantz (1455–1496) hatte Anne Meinstrup vier Kinder:
- Else Holgersdatter Rosenkrantz († 1564) ⚭ Albert Glob von Vellumgaard († 1518)
- Sophie Holgersdatter Rosenkrantz (1493–1558) ⚭ nach 1525 Axel Axelsen Brahe (1480–1551), Reichsrat
- Mogens Holgersen Rosenkrantz († jung)
- Holger Holgersen Rosenkrantz (* 1496; † 16. Oktober 1534 bei der Schlacht von Svenstrup bei Hornum) ⚭ Karen Jepsdatter Friis (1496–1565)